# Johann Georg Kühner
Johann Georg Kühner, česky Jan Jiří Kühner (pokřtěn 25. března 1727 Dolní Jiřetín – 1789 Praha) byl pražský zvonař, významný představitel pozdně barokního zvonařství 18. století.

## Život

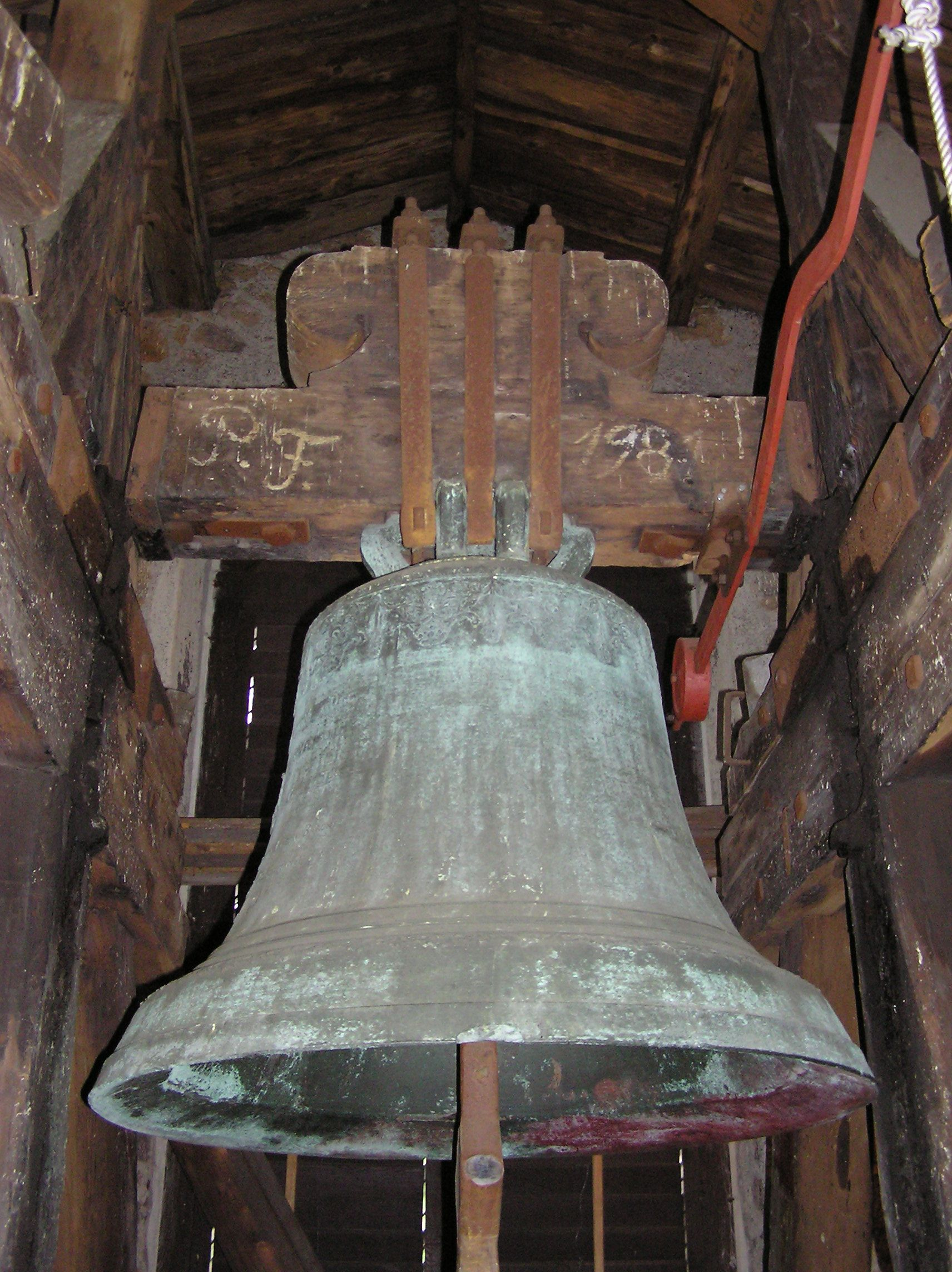
Dochovaný Kühnerův zvon Václav v kostele svatého Václava a Blažeje v Děčíně.

Narodil se v Dolním Jiřetíně, byl synem Johanna Wentzela Kühnera a jeho manželky Marie Elisabethy. Jako zvonař působil v Praze na Malé Straně, kde odlil mnoho zvonů pro městské i venkovské chrámy a kostely. Ve zvonařském řemesle dále pokračoval jeho syn Johann Wenzel Kühner. Po jeho smrti převzala zvonařskou dílnu jeho žena Anna Kühnerová, dále pak její zeť zvonař Karel Bellmann z Königsbergu, který se do rodiny přiženil v roce 1810. Až do roku 1816, kdy vdova Anna Kühnerová zemřela, odléval Bellmann zvony se signaturou Kühner.

## Dílo
Většina původních zvonů se nedochovala. Barokní zvony byly ve větší míře v době válek rekvírovány jako, podle tehdejších měřítek, „méně vzácné“.
Barokní zvonařské umění se vyznačovalo bohatým zdobením. Kühner užíval na svých zvonech bohaté florální motivy, maskarony, postavy andělů a rokajové ornamenty, nápisy české, latinské i německé.

### Dochované zvony
- 1770 umíráček s reliéfem ukřižovaného Ježíše Krista v kostele sv. Petra a Pavla v Mimoni[7]
- 1744 zvon opatřený reliéfem sv. Víta, přezdívaný Zvon Václav v kostele svatého Václava a Blažeje v Děčíně
- 1744 zvon zasvěcený sv. Janu a Pavlovi, přezdívaný Blažej v kostele svatého Václava a Blažeje v Děčíně

## Odkazy

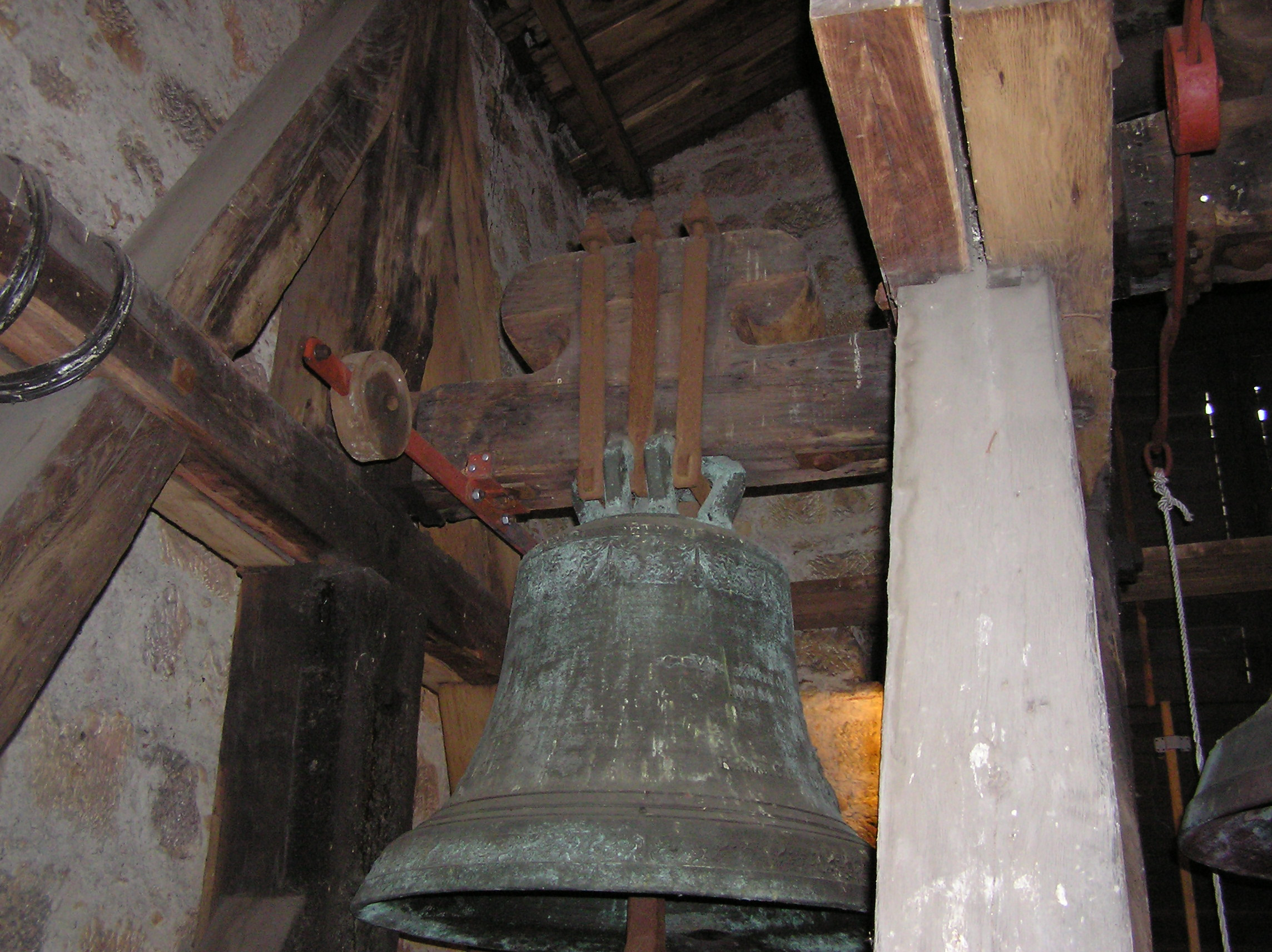
Zvon Blažej v kostele svatého Václava a Blažeje v Děčíně.